# Chrysophyllum beguei
Chrysophyllum beguei – gatunek drzew należących do rodziny sączyńcowatych. Występuje w strefie tropikalnej Afryki.